# Máquina de calcular La Millonaria

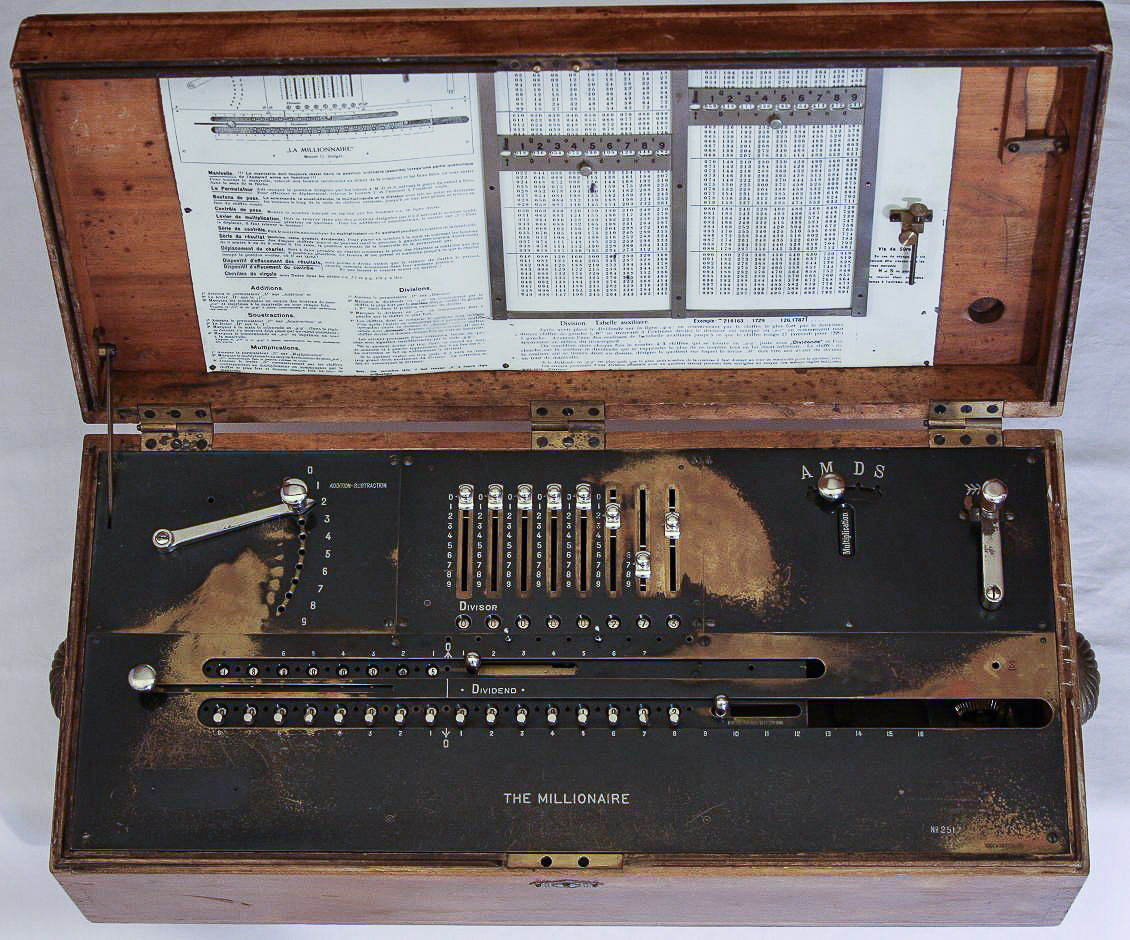
Calculadora La Millonaria creada por Egli alrededor de 1910.

La máquina de calcular La Millonaria fue la primera calculadora mecánica comercialmente exitosa que podía realizar una multiplicación directa. Estuvo en producción desde 1893 hasta 1935 con un total de unas cinco mil máquinas manufacturadas.

## Historia
El principio de una máquina de cálculo con transmisión progresiva de decenas fue inventado por Chebyshov y demostrado en la Exposición Universal de 1878 en París. En 1881, Chebyshev hizo una demostración de un modelo de la máquina de cálculo con multiplicación automática pero no adquirió una patente por ella.
En 1834, Luigi Torchi, de Milán, inventó una máquina de multiplicación directa. Las primeras máquinas de multiplicar patentadas fueron obra de Edmund Barbour (1872), Ramón Verea (1878) y Léon Bollée (1889). La máquina de Bollée se puede considerar el precedente directo de La Millonaria.
Diseñada por Otto Steiger, un ingeniero suizo, el carro móvil de La Millonaria tiene un acumulador de 20 dígitos decimales que muestra el producto tras la multiplicación y en el que se introduce el dividendo antes de la división. El multiplicando o divisor de diez dígitos se introduce con los controles deslizadores (o teclado, en modelos posteriores) que hay por encima del carro, mientras que los dígitos sucesivos del multiplicador o cociente se introducen con una palanca de botón en la esquina superior izquierda. Se puede situar una perilla de control grande en la esquina superior derecha en las posiciones de la suma, multiplicación, división o resta.
La Millonaria se patentó por primera vez en Alemania en 1892. Las patentes fueron expedidas en Francia, Suiza, Canadá y los Estados Unidos en 1893, y la producción empezó en 1893. Desde 1899 hasta 1935, Hans W. Egli, de Zúrich, vendió la máquina. El agente estadounidense de La Millonaria fue W. A. Morschhauser, de Nueva York. Durante esa larga vida, se vendieron 4655 máquinas.
La Millonaria se anunció como la «única máquina de calcular en el mercado […] que precisa un solo giro de la manivela […] para cada cifra del multiplicador o el cociente», convirtiéndola así en la calculadora más rápida disponible. La publicidad desde 1913 asegura que el Gobierno de los Estados Unidos había comprado más de 100 calculadoras.

## Competición
Todas las calculadoras mecánicas comercializadas antes de la Millonaria, como el aritmómetro, el aritmómetro de Odhner o el comptómetro, eran simples máquinas de sumar; traían la multiplicación como una suma continua bajo control del operador. En 1889, Léon Bollée, en Francia, inventó una máquina que precisaba solo un giro de la manivela para multiplicar el número introducido en los deslizadores por un número multiplicador. Esto se conseguía gracias a la creación de una representación mecánica de la tabla de multiplicar que podía leerse y usarse por la máquina. El coste de manufacturación de la máquina de Bollée era demasiado alto y la producción se suspendió tras unas pocas unidades. La Millonaria se creó con la misma meta de multiplicación mecánica directa en mente.
En las primeras décadas del siglo XX se produjeron otras dos máquinas con multiplicación directa: la Moon-Hopkins y la Kuhrt-US. Estas dos compañías fueron luego adquiridas por Burroughs y Brunsviga.[cita requerida] Las máquinas llenaban un nicho bastante diferente del de la Millonaria. Eran máquinas de contabilidad con opciones de impresión, y eran demasiado poco manejables para realizar divisiones y cálculos complejos. La Millonaria, sin embargo, era más adecuada para cálculos técnicos.
Fue comercializada como The Millionaire en los países de habla inglesa, La Millionnaire en francés y Millionär en los países germanohablantes.

Calculadoras mecánicas de escritorio en producción durante el.